# Leptodesmus ortonedae
Leptodesmus ortonedae är en mångfotingart som beskrevs av Filippo Silvestri 1897. Leptodesmus ortonedae ingår i släktet Leptodesmus och familjen Chelodesmidae. Inga underarter finns listade i Catalogue of Life.